# 趙五連
趙 五連（チョ・オリョン、조 오련）（1952年10月5日 - 2009年8月4日）は、韓国の競泳選手である。

## 人物
1952年10月5日、大韓民国全羅南道海南郡出身。
学生時代より大韓民国を代表する競泳選手として活躍し、1970年と1974年のアジア競技大会で2種目連覇を果たしたことから『アジアのオットセイ』という異名を取った。1972年モントリオールオリンピックにも出場。
現役引退後は後進の育成に当たる傍ら、大韓民国水泳連盟及び大韓民国オリンピック委員会の理事を歴任、韓国スポーツ界の重鎮として活動していた。
2009年8月4日、自宅で心臓麻痺を起こし、救急搬送されたが死亡が確認された。56歳没。

## 経歴
- 1972年：養正高等学校卒業
- 1976年：高麗大学校経営学科卒業
- 1980年：対馬海峡横断
- 1981年：高麗大学校史学科卒業
- 1982年：ドーバー海峡横断
- 1993年：趙五連スポーツセンター開設
- 1998年2月：2009年8月　大韓水泳協会　理事
- 2002年：対馬海峡横断

## 主な成績
- 1970年バンコクアジア大会
  - 400m自由形　 優勝
  - 1500m自由形　優勝
- 1974年テヘランアジア大会
  - 400m自由形　 優勝
  - 1500m自由形　優勝

## 賞
- 1970年　大韓民国体育章
- 1980年　体育勲章青龍章
- 2003年　誇らしい養正人（養正高等学校総同門会）

## 脚註
1. ↑  【訃報】趙五連さん 朝鮮日報日本語版 2009年8月5日閲覧